# Kläde
Kläde är ett ylletyg. Det tillverkas av kardullgarn och påminner om vadmal, men skillnaden ligger i råvarans kvalitet, vävtekniken, valkningsmetoden och graden av efterbearbetning. För kläde används en bättre ullråvara och en tätare väv. Kläde utsätts efter  valkning (behandling med vatten och mekanisk bearbetning) för ruggning, överskärning och pressning.

## Historik
Tekniken är känd sedan 700-talet från nuvarande Nederländerna och spreds till Frankrike, Tyskland och England som under 1400-talet blev den internationellt största producenten av kläde. Kläde tillverkades sannolikt mycket tidigt i golvvävstolar. Lera används i samband med valkningen, men det är oklart hur hela beredningen gick till.
Under medeltiden var kläde en av Europas viktigaste handelsvaror. Städerna i Flandern (nu Belgien och Nederländerna) blev rika på kläde gjort av engelsk ull. Det fanns många noggrant reglerade kvaliteter, som baserades på:
- Vävteknik
- Vävtäthet
- Tygets bredd
- Tygets längd
- Ullvikten för varp och inslag

Som exempel skulle ett "bredkläde" (engelska broadcloth) från Flandern under 1400-talet ha följande standardmått:
Bredd 2,51 meter (2,75 yards)
Längd 29,26 meter (32 yards)
Ullvikt 16,33 kg varp och 21,77 kg inslag
Tygstycket mätte alltså 73,44 kvadratmeter och vägde 519 gram per kvadratmeter. Bredden tyder på att det fordrades två vävare, vilket inte verkar osannolikt eftersom det förekom hjälpredor kring vävstolen. Rent teoretiskt kunde bredden annars uppnås genom dubbelvävning som var en känd teknik.
Från 1300-talets England uppges för ett "kort" bredkläde:
Bredd 1,88 meter (2 "tygyards")
Längd 22,5 meter (24 "tygyards")
En medelbra kvalitet vägde mellan 480 och 576 gram per kvadratmeter. Den engelska clothyarden var en tum (2,5 cm) längre än den normala.
För vävtätheten anges 18/18 eller bättre som fin (18 varp- och 18 inslagstrådar per centimeter), 10/10 eller sämre som grov. En typisk väv var tuskaft av z- och s-spunnet garn i varp respektive väft.
Klädets kvalitet berodde även på råmaterialet (fårras och klimatet i dess hemtrakt, ullens fiberlängd och bearbetning), trådens finhet och spinnriktning.

## Kläde i Sverige
Tyget fick importeras till Sverige och blev därför ganska kostsamt. Trots detta var användningen av kläde utbredd, och redan på 1400-talet förekommer klädespersedlar hos bondebefolkningen. Av Sveriges totala import vid 1500-talets mitt stod klädet för 25%. Blyplomber från yllebalar hör till de vanligare fynden vid medeltida stadsgrävningar i Sverige. Holland och Nordtyskland var tidigt de främsta importområdena, men även England och Frankrike. När inhemsk produktion startade vid mitten av 1600-talet sjönk priserna och bruket av kläde blev mer utbrett. Man hade dock svårigheter att klara av att framställa kläde i tillräckligt hög kvalitet.
Det var inte förrän efter 1686 års beslut att all armékonfektion skulle beställas från svenska industrier som kvaliteten förbättrades, då man därigenom kunde få upp sina produktionsvolymer och samtidigt införa kvalitetskontroll av tillverkarna. Det bestämdes samtidigt att kläde till svenska armén endast skulle få beställas av manufakturerna i Stockholm, Göteborg, Malmö och Norrköping. I armén användes klädet till många persedlar under 1700-talet. Tex till livrockar, byxor, kappor, västar/kamisoler, schabrak, pistolhölsterkappor, standarfodral, snösockar, nattmössor etc. Upphandlingsreglementet som fastlade uniformstygets kvalitet var kvar i nästan 80 år, till 1766, då importen av uniformstyg återupptogs. Sverige saknade helt enkelt passande fårraser och när dessa infördes, klippte bönderna fåren innan ullen hade växt sig tillräckligt lång. Att en stor del av ullen spanns i spinnhus (1724–1825) som ett lågstatusarbete underlättade inte kvalitetsutvecklingen.
Under 1800-talet blev industrier i Norrköping de största producenterna av kläde. Under större delen av 1800- och 1900-talet var kläde det vanligaste materialet i kostymer och andra formella kläder. Efter andra världskriget börjar syntetmaterialen dyka upp. Efter 1970–80-talet började riktigt kläde bli allt svårare att komma över, arbetskostnaderna steg, samtidigt som fabrikat och "märken" blev viktigare än kvalitet. Idag är kläde oftast ersatt av enklare ylletyger även i frackar och smokingar.